# 주머니멍게과
주머니멍게과(Perophoridae)는 편새해초목에 속하는 피낭동물과의 하나이다.

## 하위 속
- Ecteinascidia Herdman, 1880
- 주머니멍게속 (Perophora) Wiegmann, 1835 - 주머니멍게(P. japonica) 포함